# کهریزوروشت
کهریزوروشت، روستایی از توابع و مرکز بخش ایتیوند شهرستان دلفان در استان لرستان ایران است.

## جمعیت
این روستا در دهستان ایتیوند جنوبی قرار دارد و براساس سرشماری مرکز آمار ایران در سال ۱۳۸۵، جمعیت آن ۷۸۴ نفر (۱۴۵خانوار) بوده‌است.